# Frédéric Sauvage
Frédéric Sauvage (Bolonha do Mar, 20 de setembro de 1786 — Paris, 17 de julho de 1857) foi um engenheiro francês.
É um dos 72 nomes na Torre Eiffel.